# 발터 경찰권총
발터 경찰권총(독일어: Walther Polizeipistole; Walther PP)은 블로우백 방식 자동 권총이다.

## 변형
발터 형사경찰권총(독일어: Walther Polizeipistole Kriminalmodell; Walter PPK)는 블로우백 방식 반자동 권총이다. 발터 PP의 컴팩트 형이다. 영어식 발음으로는 월터 ppk로 불리며 007시리즈의 제임스 본드가 주로 쓰는 권총으로 유명하다. 한국에서 10.26 사건 당시, 중앙정보부장 김재규가 박정희 대통령과 차지철 경호실장을 저격했던 총으로도 유명하다.

## 같이 보기
- 발터 PPK
- 발터 PP 슈퍼